# Битва на Хороле
Битва на реке Хороле — сражение 1 марта 1184 года между войсками русских княжеств и половцами, выигранное русскими князьями. Произошло в правление в Киеве Святослава Всеволодовича.

## Датировка
Киевская летопись датирует сражение 6692 годом и помещает после битвы на Орели (6691). Однако, согласно сравнительного анализа, предпринятого Бережковым Н. Г., февральский поход Кончака на Русь, помещённый в Киевской летописи в статью под 6691 годом перед сообщением о битве на Орели (30 июля), и поражение Кончака на Хороле 1 марта, являются одним событием, относящимся к 1184 году и предшествовавшим битве на Орели, относящейся также к 1184 году.

## Предыстория
В 1183 году Святослав Всеволодович вместе со своим союзником и соправителем по Киевской земле Рюриком Ростиславичем вышли к городу Ольжичи, там соединились с черниговским войском Ярослава Всеволодовича и согласились с его предложением о переносе масштабного похода против половцев на лето.
Святослав послал в степь киевские полки со своими сыновьями Олегом и Всеволодом, а также Игорем Святославичем Новгород-Северским, которого назначил вместо себя, тем самым поручив ему руководство походом. Рюрик Ростиславич послал Владимира Глебовича Переяславского, который, хотя и зависел от своего дяди, великого князя Владимирского Всеволода Большое Гнездо, подчинялся Рюрику как старшему в роду Мономаховичей. Владимир обратился к Игорю за разрешением двигаться впереди основного войска (предположительно передовым отрядам доставалась бо́льшая добыча), а после получения отказа развернул свои полки и ограбил княжество Игоря. Игорь же, отправив киевский полк домой во главе с Олегом Святославичем, сам вместе с братом Всеволодом Святославичем, киевским княжичем Всеволодом Святославичем и с двумя другими князьями, известными лишь по именам (Андрей и Роман), продолжил поход, разграбил половецкие кочевья, но дальнейшему продвижению войска воспрепятствовал весенний разлив рек.

## Поход
23 февраля 1184 года Кончак, располагавший «греческим огнём» и мощными самострелами, вторгся на Русь, в окрестности города Дмитрова. Ему навстречу двинулись войска Киевского княжества во главе со Святославом Всеволодовичем, его соправителем Рюриком Ростиславичем, а также Мстиславом Романовичем, и Переяславского княжества во главе с Владимиром Глебовичем. Ярослав Всеволодович Черниговский начал переговоры с Кончаком, послав к нему своего боярина Ольстина Олексича. Игорь Святославич стремился участвовать в походе, но его княжество находилось на удалении от Днепра, где происходили основные события. В частности, гонец из Киева прискакал к Игорю всего за 3 дня до выступления киевских войск в поход.
В походе русским войскам оказывали содействие иностранные купцы, располагавшие сведениями о местонахождении половецкого войска. Русские войска владели инициативой всё время битвы, роль половцев летопись рисует пассивной. Несмотря на то, что Кончак планировал вторжение на Русь, неизвестно, входило ли в его планы прямое столкновение с крупным русским войском после того, как на Орели был разгромлен Кобяк. В результате битвы половецкое войско было разгромлено, понеся большие потери убитыми и пленными. В плен в числе других попал и мусульманский наёмник Кончака, руководивший обслуживанием орудия с «греческим огнём». Сам Кончак смог спастись.
После победы на Хороле Святослав послал отряд во главе с боярином Романом Нездиловичем, а также чёрных клобуков, в поход на половецкие кочевья.